# Acontista eximia
Acontista eximia es una especie de mantis de la familia Acanthopidae.

## Distribución geográfica
Se encuentra en Brasil y Venezuela.